# Список міністрів регіонального розвитку і будівництва України
Список персон, які керували Міністерством регіонального розвитку та будівництва України з 2007 по 2010 роки.

## Міністри регіонального розвитку і будівництва України
| № | Час повноважень                  | Портрет         | Ім'я            |
| 1 | 21 березня 2007 — 18 грудня 2007 | Володимир Яцуба | Володимир Яцуба |
| 2 | 18 грудня 2007 — 11 березня 2010 |                 | Василь Куйбіда  |
| 3 | 11 березня 2010 — 9 грудня 2010  | Володимир Яцуба | Володимир Яцуба |